# Kerk van Duurswoude
De kerk van Duurswoude is een kerkgebouw in Wijnjewoude in de Nederlandse provincie Friesland.

## Beschrijving
De laatgotische kerk werd in de 15e eeuw herbouwd met gebruik van kloostermoppen van de voorganger uit de 13e eeuw die oorspronkelijk gewijd was aan Johannes de Evangelist. De eenbeukige kerk met driezijdig gesloten koor is een rijksmonument. De steunberen werden in de 18e eeuw aangebracht. De geveltoren met ingesnoerde naaldspits dateert uit 1783. De klok werd door de Duitse bezetter gevorderd en in 1952 vervangen door een klok uit Epe. Bij de restauratie in 1990 is de bepleistering op de westgevel is verwijderd. De windwijzer heeft de vorm van een paard. In de noordwesthoek van het kerkhof staat het predikanthuisje uit 1759.
Het eenklaviersorgel uit circa 1720 is gemaakt door zonen van Arp Schnitger, Johan Georg en Frans Casper, voor de Evangelisch Lutherse kerk in Zwolle. Het is in 1917 overgeplaatst naar de kerk in Duurswoude. De preekstoel dateert uit 1798.

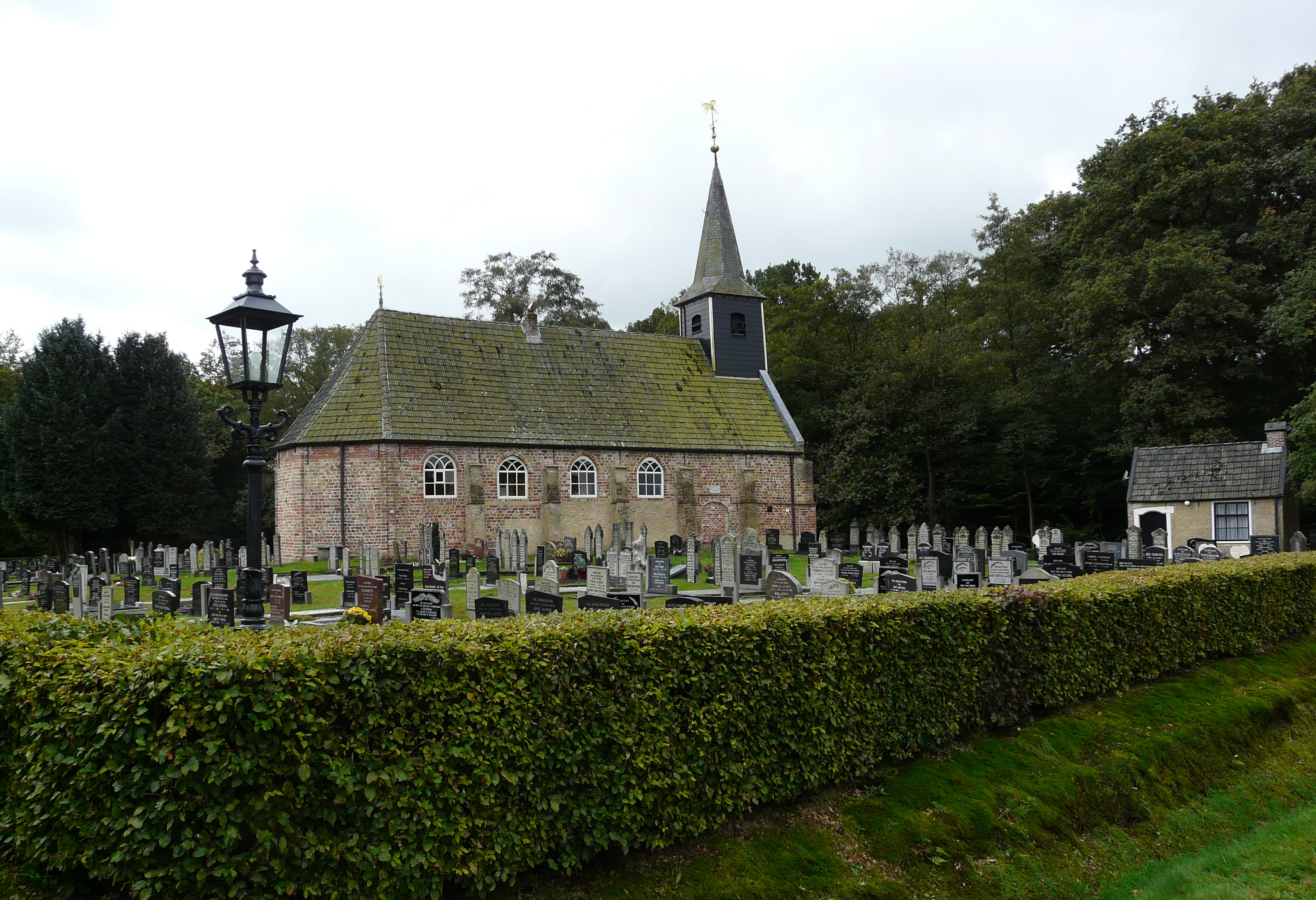
Kerk en predikanthuisje (2009)
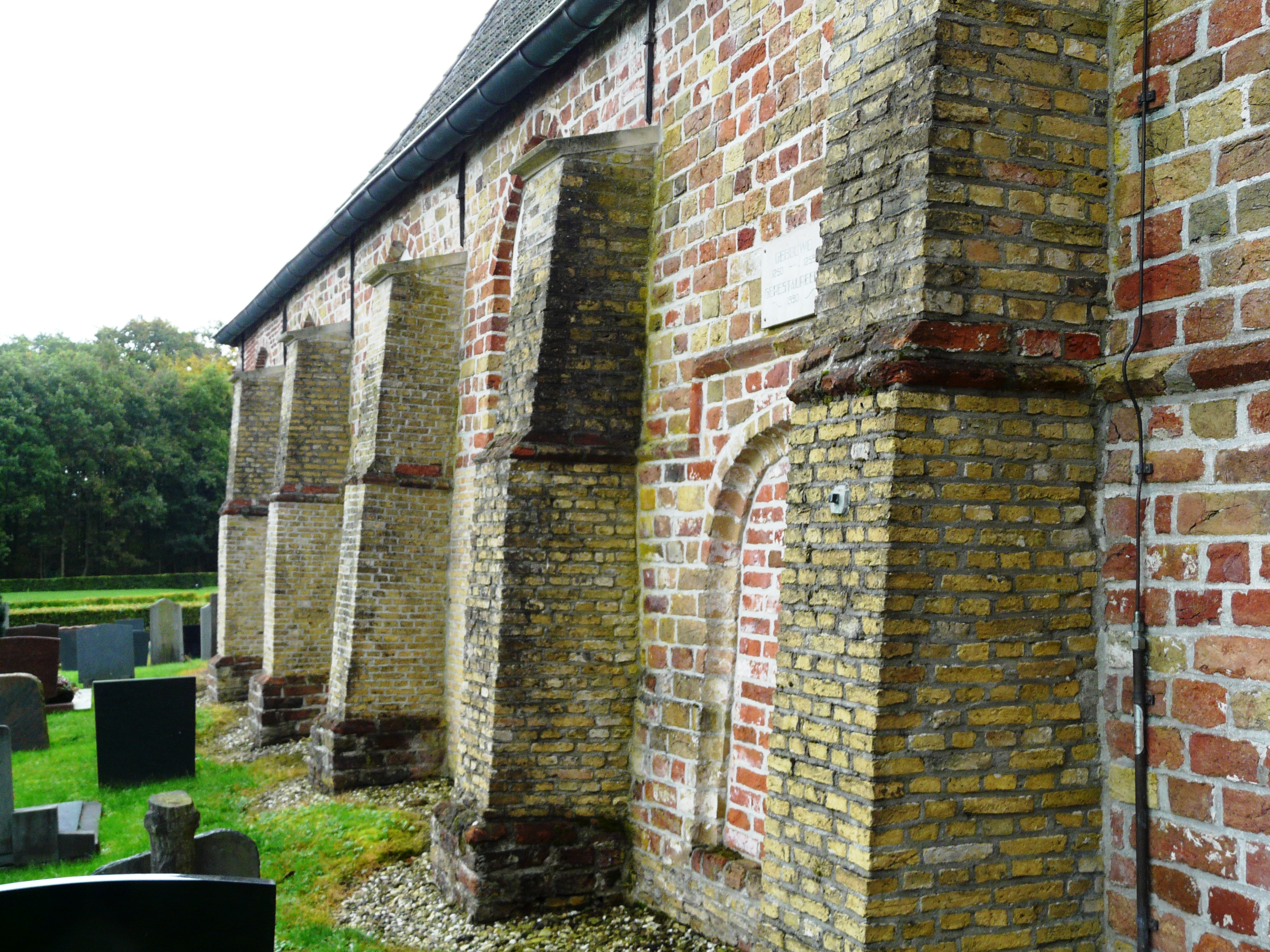
Steunberen (en Noormannendeur) noordzijde